# إحسم
إحسم بلدة ومركز ناحية إحسم في منطقة أريحا في محافظة إدلب. بلغ عدد سكانها 5,870 نسمة في عام 2004 حسب إحصاء المكتب المركزي للإحصاء